# 64-й меридіан західної довготи
64-й меридіан західної довготи — лінія довготи, що лежить на 64 градуси західніше Гринвіцького меридіана. Вона проходить від Північного полюса через Північний Льодовитий океан, Північну Америку, Атлантичний океан, Південну Америку, Південний океан та Антарктиду до Південного полюса.
64-й меридіан західної довготи формує велике коло разом із 116-тим меридіаном східної довготи.

## Список географічних об'єктів, що перетинає 64° зх. д.
Починаючи на Північному полюсі та рухаючись до Південного полюса, 64-й меридіан західної довготи проходить через:
| Координати                                                 | Країна, територія або море | Примітки |
| ---------------------------------------------------------- | -------------------------- | --- |
| 90°0′ пн. ш. 64°0′ зх. д. / 90.000° пн. ш. 64.000° зх. д.  | Північний Льодовитий океан | |
| 83°20′ пн. ш. 64°0′ зх. д. / 83.333° пн. ш. 64.000° зх. д. | Море Лінкольна             | |
| 82°50′ пн. ш. 64°0′ зх. д. / 82.833° пн. ш. 64.000° зх. д. | Канада                     | Нунавут — проходить через острів Елсмір |
| 81°47′ пн. ш. 64°0′ зх. д. / 81.783° пн. ш. 64.000° зх. д. | Протока Нерса              | |
| 81°2′ пн. ш. 64°0′ зх. д. / 81.033° пн. ш. 64.000° зх. д.  | Гренландія                 | Проходить через Землю Даугаарда-Єнсена[en] |
| 76°6′ пн. ш. 64°0′ зх. д. / 76.100° пн. ш. 64.000° зх. д.  | Море Баффіна               | |
| 70°0′ пн. ш. 64°0′ зх. д. / 70.000° пн. ш. 64.000° зх. д.  | Дейвісова протока          | |
| 67°34′ пн. ш. 64°0′ зх. д. / 67.567° пн. ш. 64.000° зх. д. | Канада                     | Нунавут — проходить через острів Кікіктарджуак та Баффінову Землю |
| 65°2′ пн. ш. 64°0′ зх. д. / 65.033° пн. ш. 64.000° зх. д.  | Дейвісова протока          | |
| 63°41′ пн. ш. 64°0′ зх. д. / 63.683° пн. ш. 64.000° зх. д. | Канада                     | Нунавут — проходить через острови Лем'є |
| 63°34′ пн. ш. 64°0′ зх. д. / 63.567° пн. ш. 64.000° зх. д. | Дейвісова протока          | |
| 60°0′ пн. ш. 64°0′ зх. д. / 60.000° пн. ш. 64.000° зх. д.  | Атлантичний океан          | Море Лабрадор |
| 59°46′ пн. ш. 64°0′ зх. д. / 59.767° пн. ш. 64.000° зх. д. | Канада                     | Проходить через півострів Лабрадор Ньюфаундленд і Лабрадор Квебек Ньюфаундленд і Лабрадор Квебек Ньюфаундленд і Лабрадор Квебек Ньюфаундленд і Лабрадор Квебек Ньюфаундленд і Лабрадор Квебек Ньюфаундленд і Лабрадор Квебек Ньюфаундленд і Лабрадор Квебек Ньюфаундленд і Лабрадор Квебек |
| 50°16′ пн. ш. 64°0′ зх. д. / 50.267° пн. ш. 64.000° зх. д. | Затока Святого Лаврентія   | Протока Жака Картьє[en] |
| 49°55′ пн. ш. 64°0′ зх. д. / 49.917° пн. ш. 64.000° зх. д. | Канада                     | Квебек — проходить через острів Антикості |
| 49°42′ пн. ш. 64°0′ зх. д. / 49.700° пн. ш. 64.000° зх. д. | Затока Святого Лаврентія   | |
| 47°3′ пн. ш. 64°0′ зх. д. / 47.050° пн. ш. 64.000° зх. д.  | Канада                     | Проходить через острів Принца Едварда |
| 46°23′ пн. ш. 64°0′ зх. д. / 46.383° пн. ш. 64.000° зх. д. | Затока Святого Лаврентія   | Нортумбрійська протока |
| 46°11′ пн. ш. 64°0′ зх. д. / 46.183° пн. ш. 64.000° зх. д. | Канада                     | Нью-Брансвік Нова Шотландія |
| 44°39′ пн. ш. 64°0′ зх. д. / 44.650° пн. ш. 64.000° зх. д. | Атлантичний океан          | |
| 18°30′ пн. ш. 64°0′ зх. д. / 18.500° пн. ш. 64.000° зх. д. | Карибське море             | Проходить західніше острова Авес — претендують Домініка та Венесуела |
| 11°4′ пн. ш. 64°0′ зх. д. / 11.067° пн. ш. 64.000° зх. д.  | Венесуела                  | Проходить через острів Маргарита та материк |
| 3°53′ пн. ш. 64°0′ зх. д. / 3.883° пн. ш. 64.000° зх. д.   | Бразилія                   | Рорайма |
| 2°29′ пн. ш. 64°0′ зх. д. / 2.483° пн. ш. 64.000° зх. д.   | Венесуела                  | |
| 1°58′ пн. ш. 64°0′ зх. д. / 1.967° пн. ш. 64.000° зх. д.   | Бразилія                   | Амазонас Рондонія |
| 12°32′ пд. ш. 64°0′ зх. д. / 12.533° пд. ш. 64.000° зх. д. | Болівія                    | |
| 22°9′ пд. ш. 64°0′ зх. д. / 22.150° пд. ш. 64.000° зх. д.  | Аргентина                  | |
| 41°4′ пд. ш. 64°0′ зх. д. / 41.067° пд. ш. 64.000° зх. д.  | Атлантичний океан          | Затока Сан-Матіас[en] |
| 42°8′ пд. ш. 64°0′ зх. д. / 42.133° пд. ш. 64.000° зх. д.  | Аргентина                  | Проходить через півострів Вальдес |
| 42°52′ пд. ш. 64°0′ зх. д. / 42.867° пд. ш. 64.000° зх. д. | Атлантичний океан          | |
| 54°43′ пд. ш. 64°0′ зх. д. / 54.717° пд. ш. 64.000° зх. д. | Аргентина                  | Проходить через острів Естадос |
| 54°46′ пд. ш. 64°0′ зх. д. / 54.767° пд. ш. 64.000° зх. д. | Атлантичний океан          | |
| 60°0′ пд. ш. 64°0′ зх. д. / 60.000° пд. ш. 64.000° зх. д.  | Південний океан            | |
| 64°31′ пд. ш. 64°0′ зх. д. / 64.517° пд. ш. 64.000° зх. д. | Антарктида                 | Проходить через острів Антверпен — претендують Аргентина, Чилі та Велика Британія |
| 64°45′ пд. ш. 64°0′ зх. д. / 64.750° пд. ш. 64.000° зх. д. | Південний океан            | |
| 65°4′ пд. ш. 64°0′ зх. д. / 65.067° пд. ш. 64.000° зх. д.  | Антарктида                 | Проходить через територію, на яку претендують Аргентина, Чилі та Велика Британія |